# 变色密花豆
变色密花豆（学名：Spatholobus discolor）为豆科密花豆属下的一个种。其种加词“discolor ”意为“异色的”。